# Вельки Гореш
Вельки Гореш (словац. Veľký Horeš) — село в окрузі Требішов Кошицького краю Словаччини. Площа села 18,24 км². Станом на 31 грудня 2016 року в селі проживало 1060 жителів.

## Географія
Поруч прокладений канал Кіш-Карчаєр; протікають Північний Святушський канал і Сомоторський канал.

## Історія
Перші згадки про село датуються 1214 роком.

## Населення
| Рік:            | 1994. | 2004.   | 2014.   | 2024.   |
| --------------- | ----- | ------- | ------- | ------- |
| Кількість осіб: | 927   | 960     | 1053    | 1014    |
| Різниця:        |       | +3,55 % | +9,68 % | -3,70 % |

| Рік:            | 2023. | 2024.   |
| --------------- | ----- | ------- |
| Кількість осіб: | 1004  | 1014    |
| Різниця:        |       | +0,99 % |